# 科季夫卡 (巴文科伏區)
48°48′21″N 36°50′15″E / 48.80583°N 36.83750°E
科蒂夫卡（烏克蘭語：Котівка）是位於烏克蘭東部的村莊，由哈爾科夫州伊久姆區的巴爾溫科韋市鎮負責管轄。該村始建於1923年，面積0.57平方公里，海拔高度182米，2001年人口242，人口密度每平方公里428.3人。